# Fulenn
"Fulenn" (em português: Fagulha) é a canção que representou a França no Festival Eurovisão da Canção 2022 que teve lugar em Turim. A canção foi selecionada através do Eurovision France, c'est vous qui décidez !, realizado no dia 5 de março de 2022. Esta é a primeira canção cantada em bretão a representar um país no Festival Eurovisão da Canção desde 1996. Terminou a competição em 24º (penúltimo) lugar com 17 pontos.